# Usame Zukorlić
Usame Zukorlić, cyr. Усаме Зукорлић (ur. 1992 w Konstantynie) – serbski polityk, działacz społeczności Boszniaków, parlamentarzysta, od 2024 minister bez teki.

## Życiorys
Syn muftiego Muamera Zukorlicia i jego arabskiej żony. Kształcił się w medresie, kierował młodzieżówką regionalnego ugrupowania Boszniaków BDZS, przemianowanego potem na Partię Sprawiedliwości i Pojednania (SPP). Ukończył prawo na Uniwersytecie w Novim Pazarze, na tej samej uczelni uzyskał magisterium z ekonomii. Został też absolwentem pedagogiki i komunikacji na wydziale studiów islamskich w Novim Pazarze. Pełnił funkcję wicedyrektora regionalnej stacji telewizyjnej. Był nauczycielem w medresie i asystentem na macierzystej uczelni. W 2021 powołany na wiceprzewodniczącego Republikańskiej Komisji Wyborczej. W tym samym roku po śmierci ojca stanął na czele SPP.
W wyborach w 2022 i 2023 uzyskiwał mandat posła do Zgromadzenia Narodowego. W sierpniu 2022 wybrano go na wiceprzewodniczącego serbskiego parlamentu. W maju 2024 objął urząd ministra bez teki w rządzie Miloša Vučevicia. Utrzymał tę funkcję także w utworzonym w kwietniu 2025 gabinecie Đura Macuta.